# Blasco I Alagona
Blasco d'Alagona e Aragona, barone di Salemi e noto come Blasco il Vecchio (in catalano Blasco de Alagón i Aragón; Aragona, prima metà del XIII secolo – Messina, 1301), è stato un nobile e militare aragonese del XIII e del XIV secolo.

## Biografia
Nacque ad Aragona nella prima metà del XIII secolo, da Artale, signore di Sástago e Pinada, e da Teresa Perez d'Aragona Zapata, figlia naturale del re Pietro III e della di lui concubina Ines Zapata.
Maggiordomo del re Giacomo II di Aragona, giunse per la prima volta in Sicilia nel 1285, in quanto in questo tempo fu a Messina tra i testimoni della cessione al medesimo Giacomo dei diritti sulla Corona di Sicilia da parte del fratello Alfonso. Nell'autunno del 1291, fu a capo di trenta cavalieri e venti fanti, con i quali occupò Montalto e sconfisse e prese prigioniero Guidone da Primerano.
Nel 1294 venne richiamato in Catalogna dal Re d'Aragona, che in virtù del Trattato di Anagni rinunciare alla sovranità sulla Sicilia, che passava agli Angioini, in cambio della Corsica e della Sardegna, e a seguito della decisione presa dal sovrano, l'Alagona fuggì e tornò in Sicilia schierandosi con il fratello Federico. Quest'ultimo per ricompensa alla sua fedeltà, nel 1296 lo nominò capitano generale dell'esercito, e in tale veste partecipò alla campagna in Calabria. L'anno seguente venne nominato marescalco del Regno.
Tra il 1296 e il 1300, il Re Federico lo investì delle baronie di Salemi, di Sinopoli, di Monteleone, di Ficarra e di Naso, e delle signorie su Seminara e Martorana.
Nel 1299 combatté contro i Catalani di Giacomo Il, e partecipò alla battaglia di Capo d'Orlando, dove salvò la nave del re. Nell'anno medesimo riportò importanti vittorie contro gli Angioini, nella battaglia di Falconara dove venne catturato il principe Filippo I d'Angiò, e a Gagliano dove catturò il conte Gualtieri V di Brienne.
Partecipò all'assedio di Messina del 1301, contro i Palizzi, dove trovò la morte per dissenteria. Morto celibe e senza eredi, nei titoli e nei possessi gli succedette il nipote omonimo Blasco, figlio del fratello maggiore Artale.